# 公主小妹
《公主小妹》是日本漫畫家藤田和子創作的漫畫作品，在小學館漫畫雜誌《少女Comic》自1989年13號起連載，單行本全4冊。中文版漫畫曾由大然文化發行，譯名為「我家小妹」，後由長鴻出版社出版，譯名為「公主小妹」。原始日文標題之中文直譯為「羅曼史五段活用」。

## 外部連結
- 台灣戲劇，五段活用 - 浪漫公主小妹官方網站 （页面存档备份，存于）
- BS NTV電視台節目網站